# San Jerónimo (Antioquia)

Bandeira de San Jerónimo.

Localização de San Jerónimo, no departamento de Antioqua.

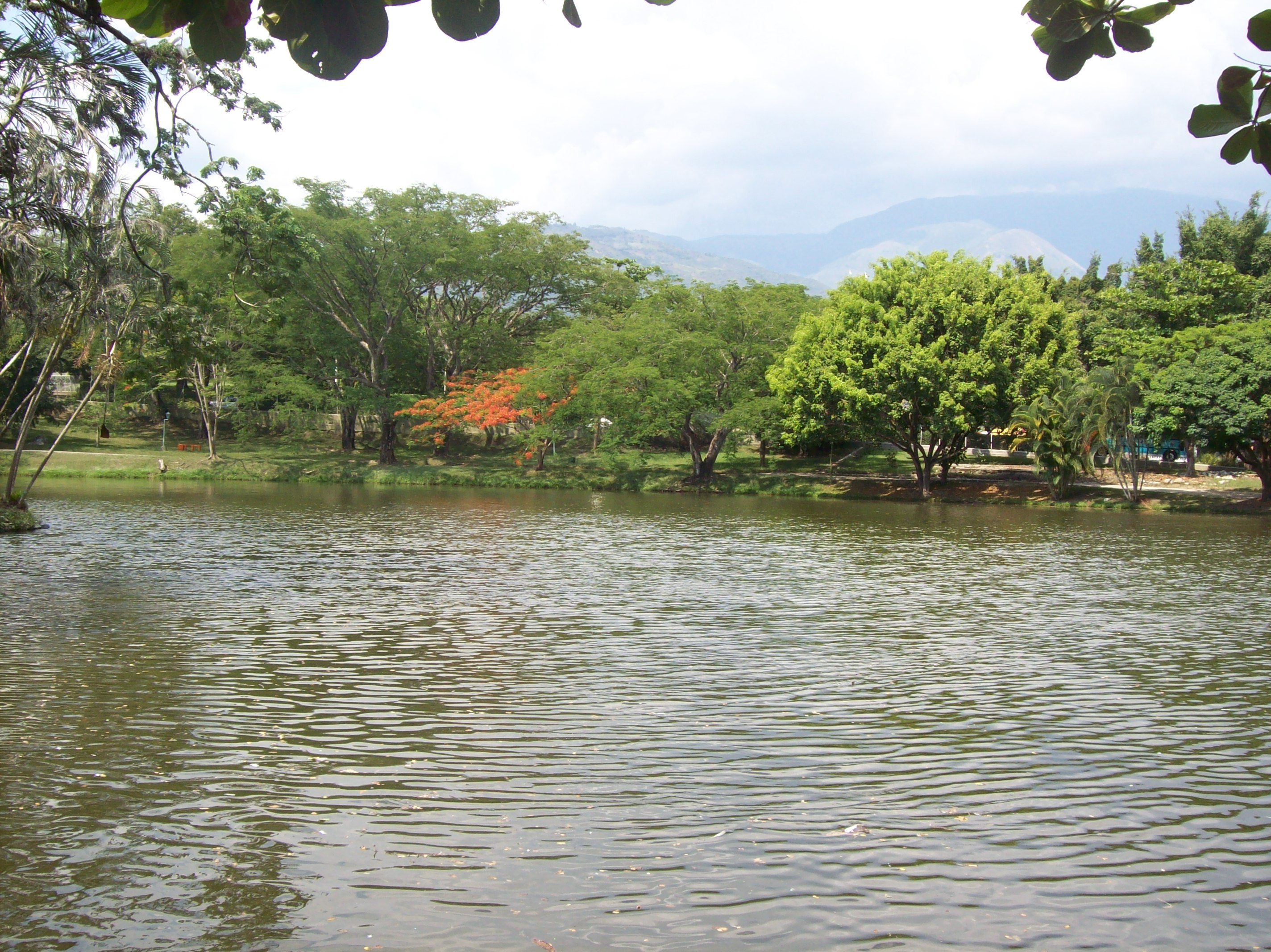
Lago em San Jerónimo.

San Jerónimo é uma cidade e município da Colômbia, no departamento de Antioquia. Dista 35 quilômetros de Medellín, a capital do departamento. O município possui uma superfície de 155 quilômetros quadrados.